# 萘
萘，旧称艿，俗稱焦油腦，是一种多环芳香烃。

## 物理性质
萘为无色或白色有光泽的鳞片状单斜结晶，有溫和芳香氣味，粗萘有特殊的煤焦油样臭味；熔点80.2℃，沸点218℃；难溶于水，易溶于有機溶劑中，如乙醇及乙醚。能挥发并易昇华，能水蒸氣蒸馏。与空气形成爆炸性混合物；爆炸极限0.9％－5.9％（体积）。

## 化学性质
在正常情况下，萘比苯更易发生典型的芳香亲电取代反应（如卤化、磺化、硝化）以及氧化、加氢、加氯等反应。硝化和卤化反应主要发生在α位（1位）上。磺化反应在低温时生成反应活化能低的α-萘磺酸，但磺化反应是可逆的，随着反应温度升高，产物逐渐转变为空阻较小的β-萘磺酸。

## 用途
含有萘环的聚合物通常具有较低的吸湿性、良好的热稳定性、尺寸稳定性和介电性能。
萘用于生产染料、树脂、溶剂、炸药、消毒剂、杀虫剂、防腐剂、防蛀剂和碳化照明气。萘的催化氧化可以制得苯酐：

## 危险性
遇火、高熱時可燃，放出有毒的刺激性煙霧，為可能致癌因子，粉體與空氣可形成爆炸性混合物。
萘如果由呼吸道和消化道进入人体，会引起毒性症状。萘在体内的代谢产物萘酚和萘醌可引起血管内溶血(特別是蠶豆症患者)，内脏出血，肝中毒。由于萘可以储存入脂肪中，而脂肪转化成热量的同时可以释放萘引起中毒，所以萘中毒不会在隔绝接触后短时间内消失。
萘在体内首先被氧化为1,2-环氧萘。然后环氧萘可以通过三种途径代谢：
1. 重排为1-萘酚，与硫酸或葡糖醛酸结合。
2. 在环氧化物水解酶的催化下水解为反-1,2-二氢-1,2-二羟基萘，失水为2-萘酚，或者脱氢为邻萘醌或对萘醌。
3. 与谷胱甘肽结合，并最终以巯基尿酸的形式排出。

## 外部連結
- 萘的化学品安全技术说明书(MSDS)
- 国际癌症研究机构对萘的性质、应用和致癌性的评估报告 （页面存档备份，存于）（英文）